# Corydalis aurantiaca
Corydalis aurantiaca är en vallmoväxtart som beskrevs av Frank Ludlow och Stearn. Corydalis aurantiaca ingår i släktet nunneörter, och familjen vallmoväxter. Inga underarter finns listade i Catalogue of Life.